# 快速打擊犯罪部隊
快速打擊犯罪部隊，又名快速打擊部隊，簡稱快打部隊，是中華民國政府一種警力部署制度。其概念為藉由中華民國警察在短時間內調度優勢警力，迅速、有效的處理突發犯罪事件，控制案發現場狀況，以展現公權力，確保民眾生命、身體、財產安全。

## 歷史
2005年，由於臺灣接連發生一連串重大治安事件，時任中華民國總統陳水扁下令儘速規劃成立反綁架與打擊重大犯罪部隊，以因應治安情勢。內政部警政署開始從「維安特勤隊」中遴選特種勤務隊隊員，結合內政部警政署刑事警察局「反綁架小組」，成立「快速打擊犯罪特種警察隊」，直接配屬於內政部警政署刑事警察局局本部以及中部和南部的「打擊犯罪中心」，同時要求各縣市警察局遴選霹靂特種勤務員警，開始整編成立各縣市「特種警察隊」，此即為快打部隊前身。惟此時的快打部隊仍針對綁架案等重大刑案出動，並未因應一般犯罪衝突出勤。
2011年1月，時任新北市副市長侯友宜認為臺灣警察現行的派出所制度造成單一轄區警力薄弱，無法因應突發性大規模犯罪衝突事件，加上當時臺中市發生不法分子因人多勢眾對臺中市政府警察局到場員警挑釁的事件，因而參考臺北市政府警察局刑事警察大隊的「快速打擊犯罪特警隊」，向新北市政府提出成立快打部隊的構想，其概念為動用新北市政府警察局保安警察大隊於第一時間至案發現場以優勢警力壓制犯罪，但僅以新北市政府警察局保安警力難以負荷快打勤務，後經內政部警政署修改快打機制，發函通令全國警政系統及各縣市警察局改為各轄區輪值勤務，並於機制啟動時迅速集結優勢警力抵達案發現場。

## 機制
當疑為聚眾滋事案件發生時，由案發地轄區分駐（派出）所之（副）所長到場依下列條件具體研判是否啟動快打機制。集結時間依規定須於10分鐘內到場。
- 下列狀況「應立即」啟動快打警力：

1. 聚眾滋擾人數達5人(含)以上，或突發治安事故時(青少年街頭暴力、隨機鬥毆或隨機殺人等)。
2. 利用交通工具（汽車、機車、計程車、砂石車）集結，人數達5人以上引發狀況顯有擴大時。
3. 於夜店、酒店、舞廳、KTV、PUB等店家發生群眾聚集鬥毆、傷害等糾眾滋事案件人數達5人以上時。

- 下列情形「應視狀況」啟動快打警力：

1. 執行公權力遭受不法分子聚眾威脅、嗆聲、挑釁、侮辱警察情形，認有必要以快打警力壓制，以防止違法事件發生者。
2. 破壞交通及社會秩序之族群(如飆車族)，因不滿遭警察強力取締，而群聚至執法單位或機關叫囂、破壞，認有必要以快打警力壓制、蒐證、逮捕首惡及滋事分子移送法辦，以維護駐地安全者。